# Григг, Уилл
Уильям Дональд Григг (англ. William Donald Grigg; 3 июля 1991, Солихалл, Англия) — североирландский футболист, нападающий клуба «Честерфилд». Выступал за сборную Северной Ирландии. Участник чемпионата Европы 2016 года.

## Клубная карьера
Григг — воспитанник английского «Бирмингем Сити». В 2007 году он не смог подписать контракта с клубом и перешёл в клуб Футбольного альянса Мидленда «Стрэтфорд Таун», где сыграл всего два матча. Летом 2008 года несмотря на интерес «Вест Бромвич Альбион» Уилл перешёл в «Уолсолл». 20 декабря в матче против «Челтнем Таун» он дебютировал в первой английской лиге. 11 января 2011 года в поединке против «Бристоль Роверс» Григг забил свой первый гол за «Уолсолл». 26 февраля 2013 года в матче против «Карлайл Юнайтед» он сделал хет-трик. В сезоне 2012/2013 Уилл забил двадцать мячей и был признан лучшим футболистом команды по итогам года.
Летом того же года Григг подписал трёхлетний контракт с клубом «Брентфорд». 3 августа в матче против «Порт Вейл» он дебютировал за новую команду. 10 августа в поединке против «Шеффилд Юнайтед» Уилл сделал «дубль», забив свои первые голы за «Брентфорд».
Летом 2014 года Григг на правах аренды перешёл в «Милтон-Кинс Донс». 9 августа в матче против «Джиллингема» он дебютировал за новую команду. В этом же поединке Уилл забил свой первый гол за «МК Донс». 26 августа в матче Кубка Англии против «Манчестер Юнайтед» он сделал «дубль».
Летом 2015 года Григг перешёл в «Уиган Атлетик». 8 августа в матче против «Ковентри Сити» он дебютировал за новый клуб. 11 августа в поединке Кубка английской лиги против «Бери» Уилл забил свой первый гол за «Уиган».

## Международная карьера
2 июня 2012 года в товарищеском матче против сборной Нидерландов Григг дебютировал за сборную Северной Ирландии. 27 мая 2016 года в поединке против сборной Беларуси он забил свой первый гол за национальную команду.
Летом 2016 года Уилл принял участие в чемпионате Европы во Франции. На турнире он был запасным и на поле не вышел.

### Голы за сборную Северной Ирландии
| #   | Дата            | Место                                    | Противник            | Результат | Счёт | Соревнование              |
| --- | --------------- | ---------------------------------------- | -------------------- | --------- | ---- | ------------------------- |
| 01. | 27 мая 2016     | Уиндзор Парк, Белфаст, Северная Ирландия | Беларусь             | 3:0       | 3:0  | Товарищеский матч         |
| 02. | 8 сентября 2018 | Уиндзор Парк, Белфаст, Северная Ирландия | Босния и Герцеговина | 1:2       | 1:2  | Лига наций УЕФА 2018/2019 |

## «Will Grigg’s on Fire»
7 мая 2016 года болельщик «Уигана» Шон Кеннеди, в знак признания голевых заслуг Григга, загрузил на YouTube видео под названием «Will Grigg’s on Fire», в котором напевал фразу «Уилл Григг в ударе, ваша защита сломлена» (Или, как кто-то перевёл, «Григг на линии огня, защиту в ужас приводя!») на мотив песни «Freed From Desire» итальянской певицы Галы Риццато. Песня быстро набрала популярность среди болельщиков «лэтикс», а впоследствии и среди болельщиков сборной Северной Ирландии, которые распевали её во время чемпионата Европы 2016, впоследствии песня стала главным хитом чемпионата. Сам Григг не сыграл на чемпионате Европы ни одной минуты.